# 巴赫倫肯山
46°58′33″N 12°16′25″E / 46.975934°N 12.273495°E
巴赫倫肯山（德語：Bachlenkenkopf），是奧地利的山峰，位於該國西部，由蒂羅爾州負責管轄，屬於維內迪傑山脈的一部分，處於德弗雷根谷地聖雅各布和大韋內迪格山麓普雷格拉滕之間，海拔高度2,759米。